# Joseph Désiré Aubert
Joseph Désiré Aubert, né le 5 juillet 1824 à Elbeuf et mort le 11 janvier 1871 à Boscherville (Eure), est un peintre français.

## Biographie
De condition modeste, Joseph Aubert était le fils d'un maçon elbeuvien. D’abord élève de Gustave Morin à l'Académie de peinture de Rouen, grâce au soutien de la municipalité d'Elbeuf, il a, par la suite, bénéficié de l’enseignement de Léon Cogniet à Paris. On perd sa trace après 1855, date d’envoi de sa grande toile Le Mariage de Tobie, œuvre conservée au musée d’Elbeuf. Il ne doit pas être confondu avec Joseph-Jean-Félix Aubert, peintre également, de 25 ans son cadet.

## Collections publiques
- Le mariage de Tobie, musée d'Elbeuf[2]

## Œuvres

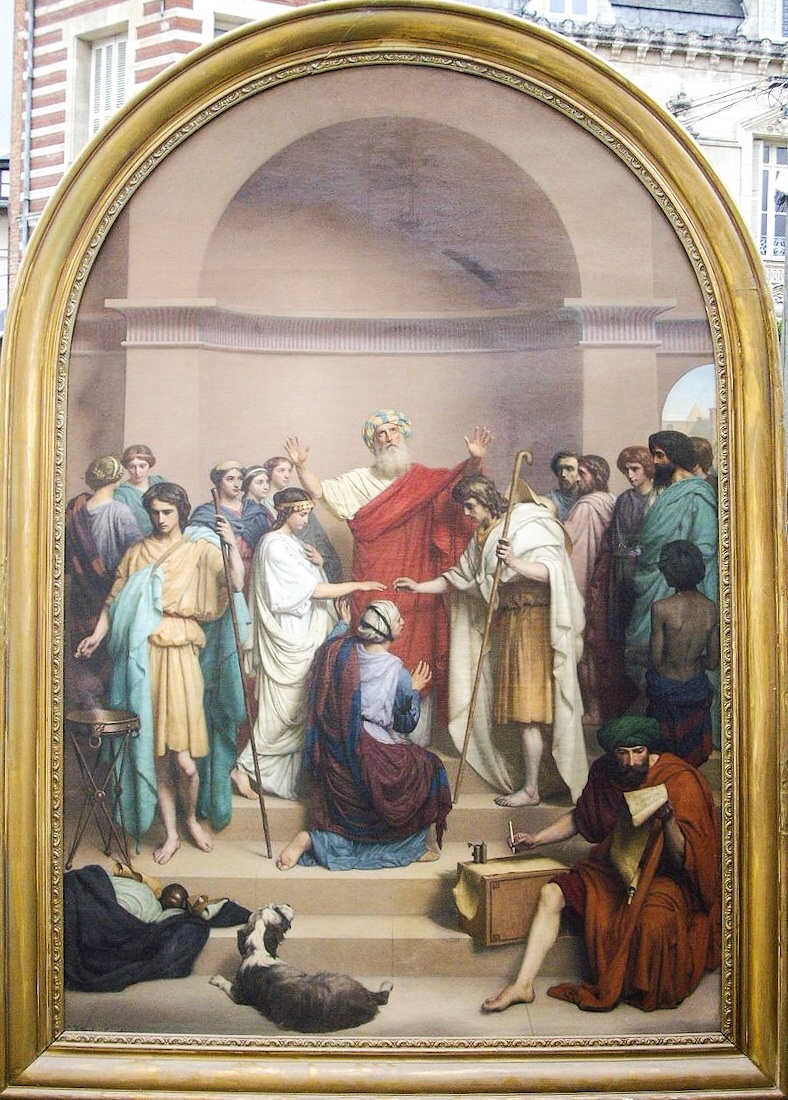
Le Mariage de Tobie, huile sur toile, 1855

## Sources et lien externe
- Nicolas Coutant, « Joseph Aubert, 1824 - ? », article de recherche dans La Tribune de l’art du 15 juillet 2013
- Archives de la ville d’Elbeuf (Centre d'archives patrimoniales de Métropole Rouen Normandie)